# René Blondlot

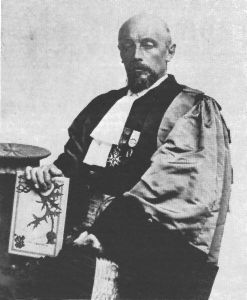
Prosper-René Blondlot (um 1910)

Prosper-René Blondlot (* 3. Juli 1849 in Nancy; † 24. November 1930) war ein französischer Physiker. Er wurde bekannt als „Entdecker“ der N-Strahlen, eines Phänomens, das später als Selbsttäuschung entlarvt wurde.

## Leben
Blondlot studierte in Nancy, Heidelberg, Zürich sowie Paris und wurde 1881 zum Dr. phil. promoviert. Er unterrichtete Physik an der Naturwissenschaftlichen Fakultät der Universität Nancy, ab 1886 als Professor (Professeur adjoint, ab 1896 Professeur titulaire). Für seine experimentellen Arbeiten über Folgerungen aus der Maxwellschen Theorie des Elektromagnetismus wurde er mit drei angesehenen Preisen der Académie des Sciences ausgezeichnet.
Zusammen mit Ernest Bichat wies er nach, dass eine Kerr-Zelle auf ein angelegtes elektrisches Feld innerhalb von einigen zehn Mikrosekunden reagiert. Dazu bediente er sich der von Léon Foucault zur Messung der Lichtgeschwindigkeit benutzten Drehspiegelmethode und entwickelte sie weiter, um die Geschwindigkeit der leitungsgebundenen (→ elektrischer Leiter) Elektrizität messen zu können. So konnte er die Funken zwischen zwei elektrischen Leitern, einer 1,8 km länger als der andere, fotografieren und den relativen Versatz ihrer Abbildungen ausmessen. Auf diese Weise gelang ihm der Nachweis, dass die Geschwindigkeit des elektrischen Stroms innerhalb eines Leiters der Geschwindigkeit des Lichts sehr nahekommt.
1891 war er der erste, der die Geschwindigkeit von Radiowellen mit Hilfe von Lecher-Leitungen gemessen hat. Für diese Messungen benutzte er 13 Frequenzen zwischen 10 und 30 MHz; als Ergebnis erhielt er einen Durchschnittswert von 297.600 km·s−1, eine Abweichung von weniger als 1 % des heute gültigen Werts für die Lichtgeschwindigkeit. Dieses Ergebnis war eine wichtige Bestätigung der Maxwell’schen Theorie, dass es sich bei Licht um elektromagnetische Wellen handelt.
1903 verkündete Blondlot die Entdeckung einer neuen Form von Strahlung, der N-Strahlen. Diese „Entdeckung“ zog während des Folgejahres große Aufmerksamkeit auf sich und in den folgenden Jahren bis 1906 erschienen fast 300 wissenschaftliche Artikel von über 100 Autoren zu dem Thema bis schließlich Robert Williams Wood zeigen konnte, dass das beschriebene Phänomen lediglich in der subjektiven Wahrnehmung der beteiligten Forscher existierte und keinerlei physikalische Grundlage hatte.
Über Blondlots weiteres Leben in Nancy ist wenig bekannt. William Seabrook behauptet in der von ihm verfassten Biografie Doctor Wood, Blondlot wäre als Folge der Bloßstellung durch Wood geisteskrank geworden und schließlich gestorben: „This tragic exposure eventually led to Blondlot’s madness and death“. Diese Aussage wurde 1957 von Martin Gardner, möglicherweise ungeprüft, übernommen: „Wood’s exposure led to Blondlot’s madness and death“. Tatsächlich übte Blondlot sein Amt als Professor für Physik bis zu seiner vorzeitigen Emeritierung im Jahr 1910 weiter aus und stand auch danach weiter in Kontakt zur Fakultät und gab weitere Auflagen seiner Lehrbücher heraus. Er starb kinderlos und vermachte sein Haus mit großem Garten der Stadt Nancy als Ort der Erholung für die Bürger, einem Zweck, dem der heutige Parc Blondlot noch immer dient.

## Auszeichnungen
Blondlot wurde am 15. Mai 1894 zum korrespondierenden Mitglied (Section de Physique Générale) der Académie des Sciences in Paris gewählt. Für seine Arbeiten auf dem Gebiet der elektromagnetischen Wellen wurde er mit drei Preisen der Académie des Sciences ausgezeichnet: dem prix Planté, dem prix Lacaze und dem prix Leconte (1904).

## Veröffentlichungen
- Recherches expérimentales sur la capacité de polarisation voltaïque. Gauthier-Villars, Paris 1881
- Ernest Bichat, René Blondlot: Introduction à l’étude de l’électricité statique. Gauthier-Villars, Paris 1885
- Introduction à l’étude de la thermodynamique. Gauthier-Villars, Paris 1888
- Rayons «N». Recueil des communications faites à l’Académie des sciences. Gauthier-Villars, Paris 1904